# Plaue
Plaue är en stad i Ilm-Kreis i förbundslandet Thüringen i Tyskland.
Kommunen ingår i förvaltningsgemenskapen Geratal/Plaue tillsammans med kommunerna Elgersburg och Martinroda. Den tidigare kommunen Neusiß uppgick i Plaue den 1 januari 2019.